# Sotirios Kyrgiakos
Sotirios Kyrgiakos (n. 23 iulie 1979 în Trikala, Grecia) este un fotbalist grec, care joacă pentru echipa din Bundesliga VfL Wolfsburg.

## Palmares

### Club
- Panathinaikos
  - Superliga Greacă: 2004
  - Cupa Greciei: 2004
- Rangers
  - Prima Ligă Scoțiană: 2005
  - Cupa Ligii Scoției: 2005